# Ophrys rasbachii
Ophrys rasbachii är en orkidéart som beskrevs av G.Eberle. Ophrys rasbachii ingår i ofryssläktet, och familjen orkidéer.
Artens utbredningsområde är Grekland. Inga underarter finns listade i Catalogue of Life.